# Vlag van Schermerhorn

Vlag van de gemeente Schermerhorn
(1962-1970)

De vlag van Schermerhorn is op 3 juli 1962 vastgesteld als de gemeentelijke vlag van de Noord-Hollandse gemeente Schermerhorn. De vlag kan als volgt worden beschreven:
Groen, met een zwarte mol, ter hoogte van 2/3 van de vlaghoogte.
De vlag is afgeleid van het gemeentewapen. De mol is al in 1658 beschreven als het symbool dat de Schermerhorners op hun vlaggen en wimpels voerden. Dit heeft te maken met de bijnaam wroeters voor de inwoners van de plaats.
Het gemeentelijk dundoek bleef tot 1 augustus 1970 in gebruik, op die dag is de gemeente opgegaan in de gemeente Schermer. Sinds 1 januari 2015 valt Schermerhorn onder de gemeente Alkmaar.

## Verwante afbeelding

Wapen van Schermerhorn

Akersloot
· Andijk
· Anna Paulowna 
· Assendelft 
· Beemster 
· Bennebroek 
· Blokker 
· Broek in Waterland 
· Bussum 
· Callantsoog 
· Edam 
· Egmond 
· Egmond aan Zee 
· Egmond-Binnen 
· Graft-De Rijp 
· 's-Graveland 
· Haarlemmerliede en Spaarnwoude 
· Harenkarspel 
· Heerhugowaard 
· Hensbroek 
· Hoogwoud 
· Ilpendam 
· Jisp 
· Krommenie 
· Langedijk 
· Limmen 
· Marken 
· Midwoud 
· Monnickendam 
· Muiden 
· Naarden 
· Nederhorst den Berg 
· Nibbixwoud 
· Niedorp 
· Noorder-Koggenland 
· Obdam 
· Opperdoes 
· Schermer 
· Schermerhorn 
· Schoorl 
· Sint Maarten 
· Terschelling 
· Terschelling en Vlieland 
· Twisk 
· Venhuizen 
· Vlieland 
· Warmenhuizen
· Weesp
· Wervershoof 
· Wester-Koggenland 
· Westwoud 
· Westzaan 
· Wieringen 
· Wieringermeer 
· Wijdewormer 
· Wognum 
· Wormer 
· Wormerveer 
· Zaandam 
· Zaandijk 
· Zeevang 
· Zijpe